# Jos Lantmeeters
Jos (Joseph André) Lantmeeters, né le 30 mars 1964 à Genk, est un homme politique belge flamand, membre de la N-VA.
Il est licencié en droit (KUL, 1988) ; avocat.
Depuis le 1er septembre 2020 il est nommé Gouverneur de la Province de Limbourg.

## Fonctions politiques
- conseiller communal à Genk (2001-2006 et 2012-2020)
- député au Parlement flamand :
  - depuis le 25 mai 2014
- gouverneur de la Province de Limbourg
  - depuis le 1er septembre 2020